# Passerellidae
I Passerellidi (Passerellidae  Cabanis & Heine, 1850) sono una famiglia di uccelli appartenenti all'ordine dei Passeriformi.

## Tassonomia
La famiglia comprende 136 specie nei seguenti generi, in precedenza inclusi tra gli Emberizidi:
- Genere Calamospiza
  - Calamospiza melanocorys Stejneger, 1885

- Genere Passerella
  - Passerella iliaca (Merrem, 1786)

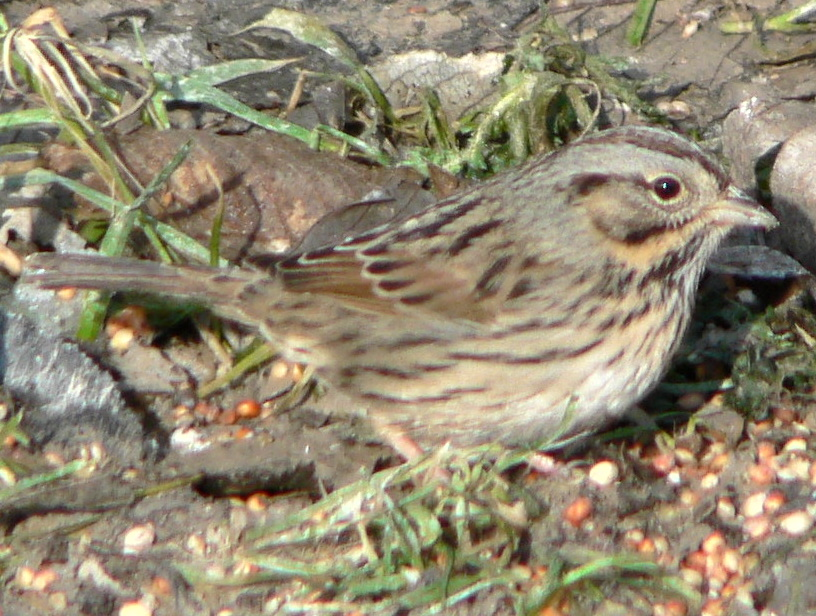
Melospiza lincolnii

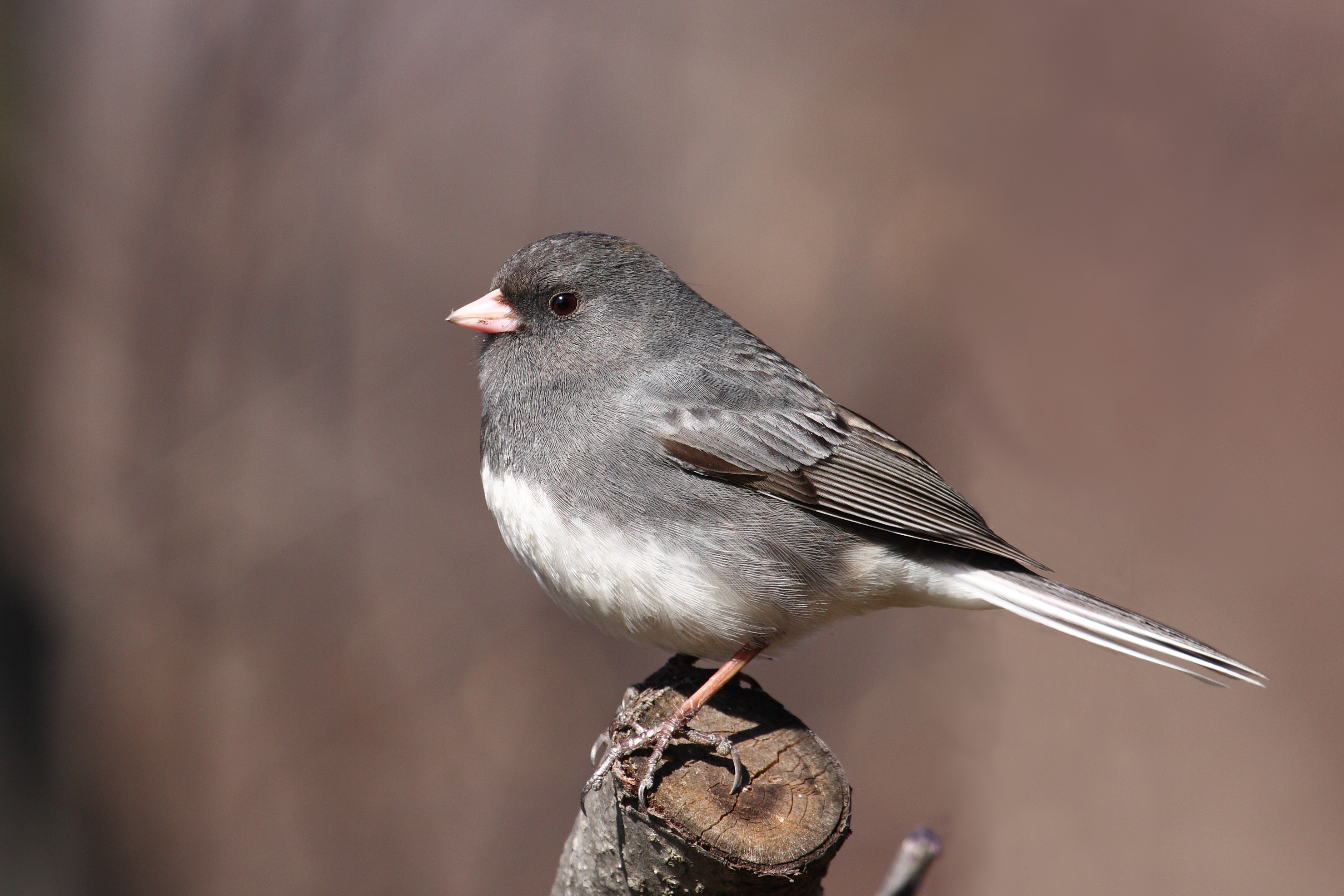
Junco hyemalis

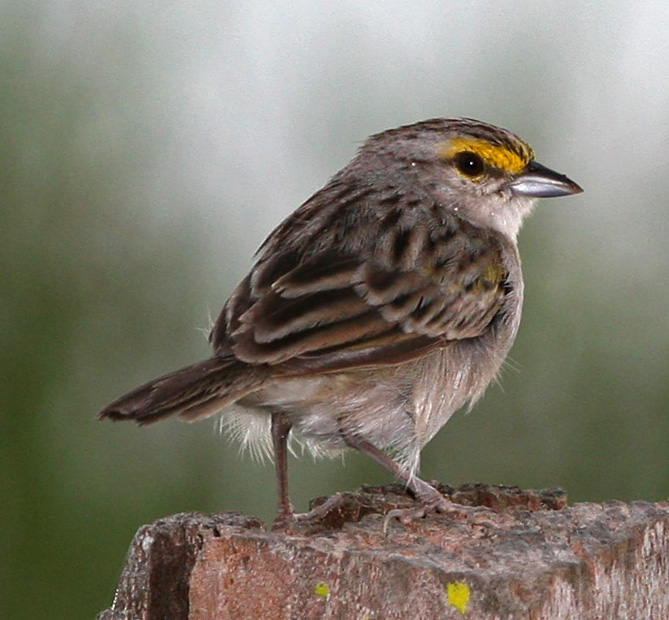
Ammodramus aurifrons

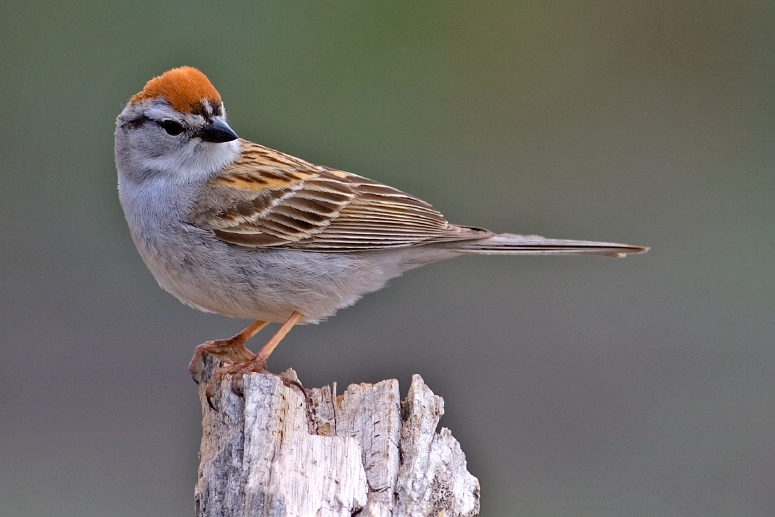
Spizella passerina

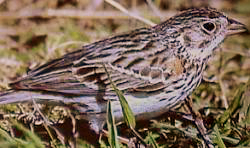
Pooecetes gramineus

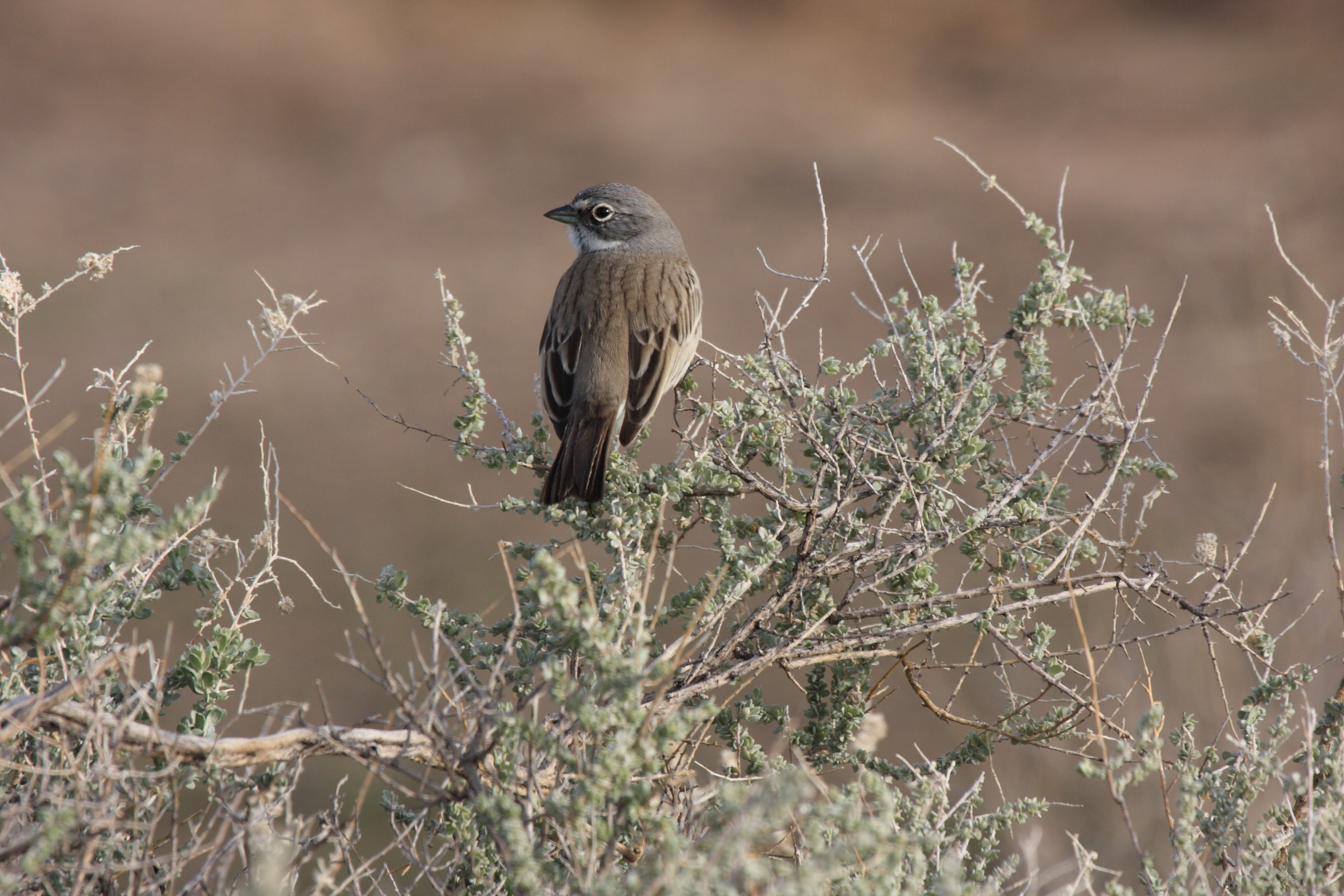
Artemisiospiza nevadensis

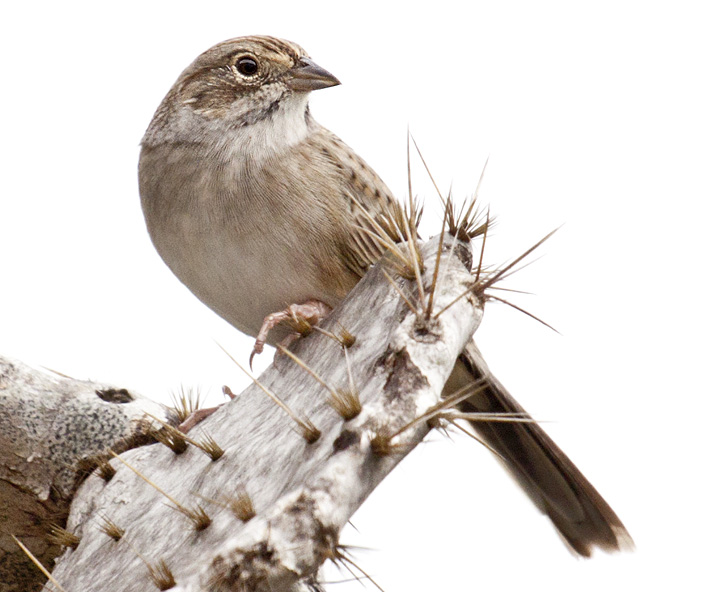
Peucaea cassinii

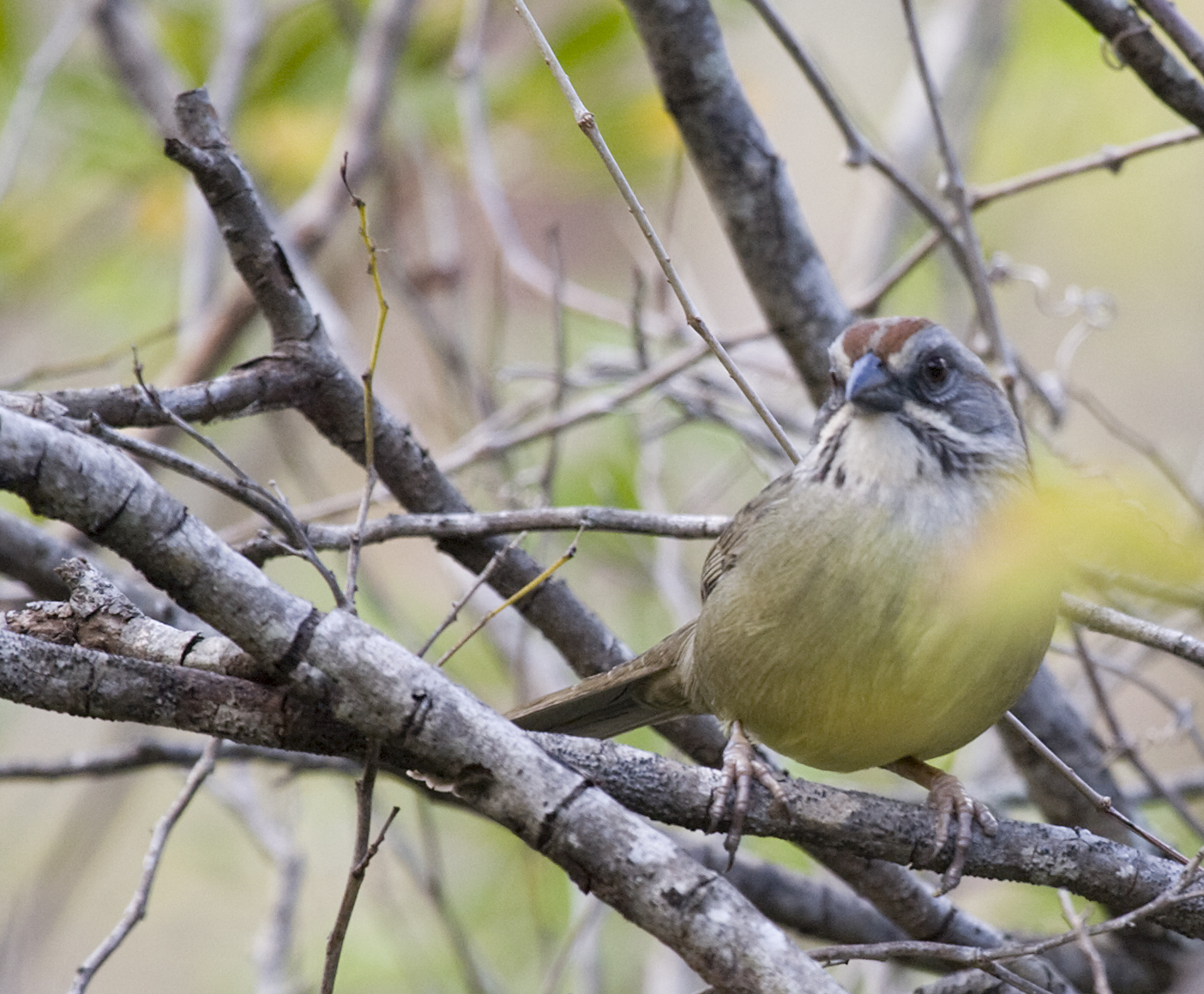
Torreornis inexpectata

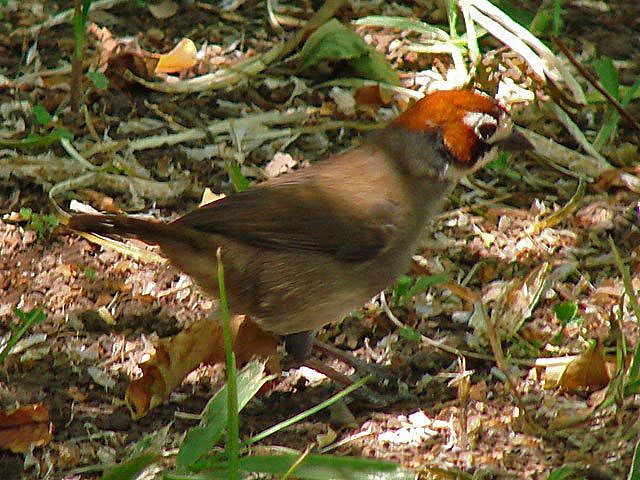
Melozone biarcuata

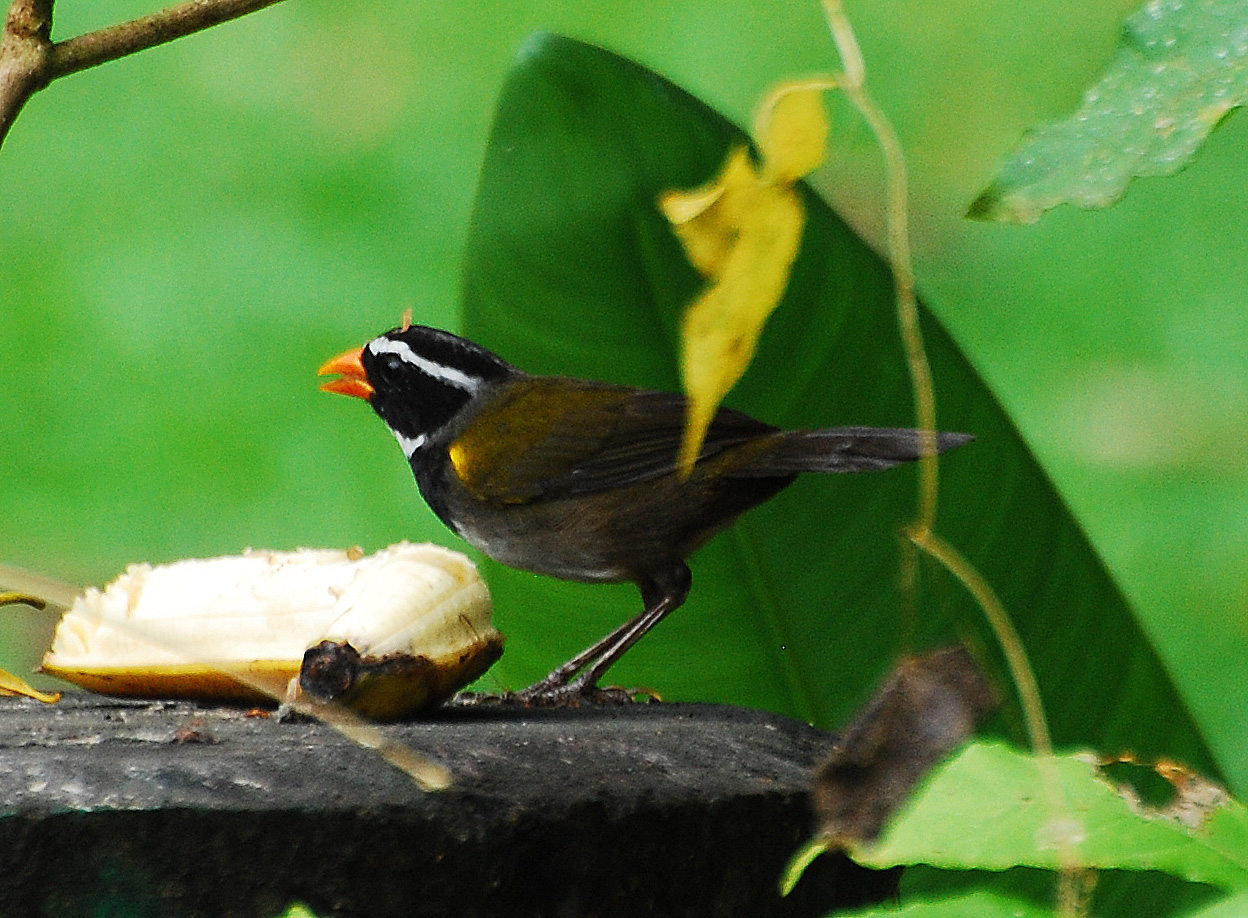
Arremon aurantiirostris

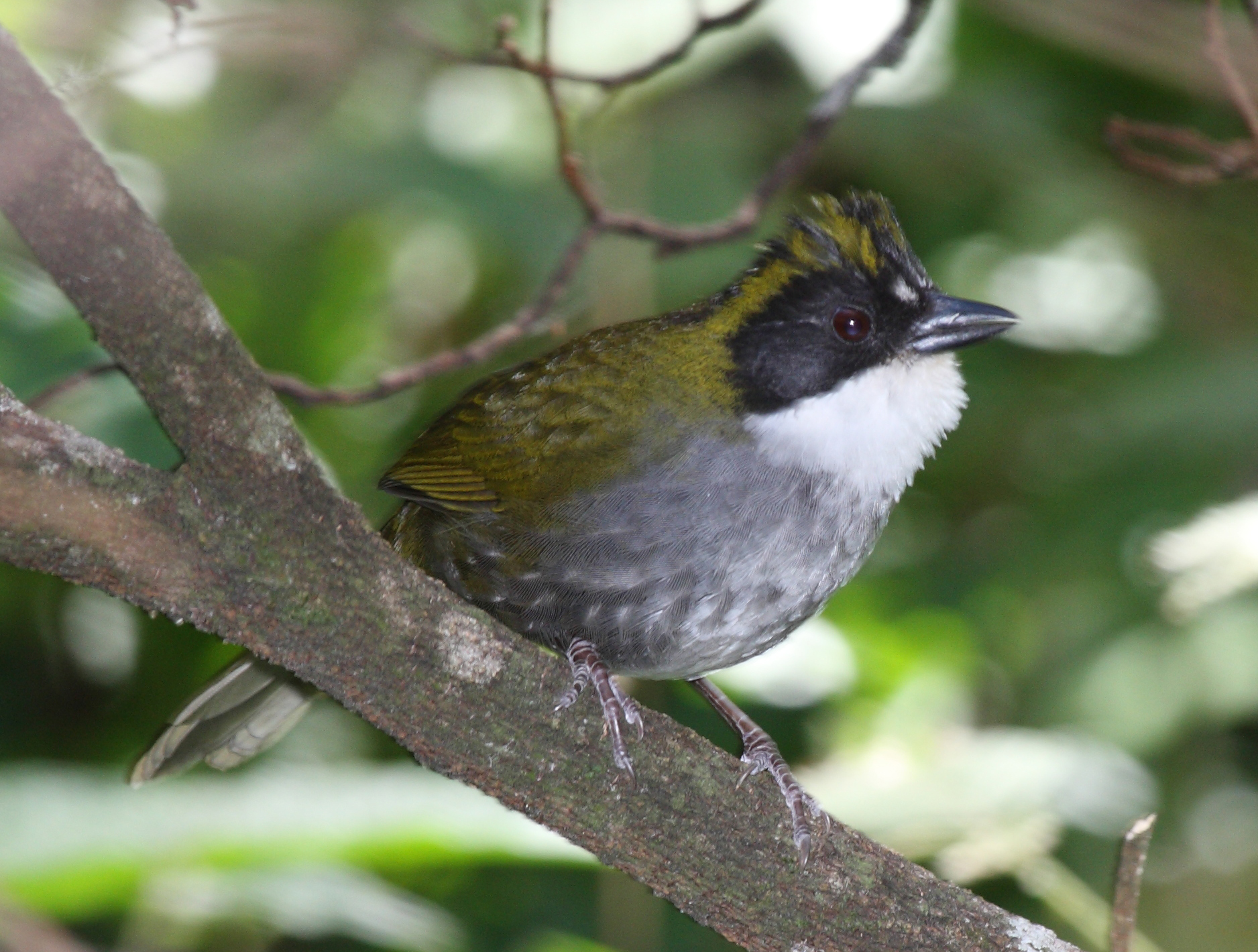
Arremon virenticeps

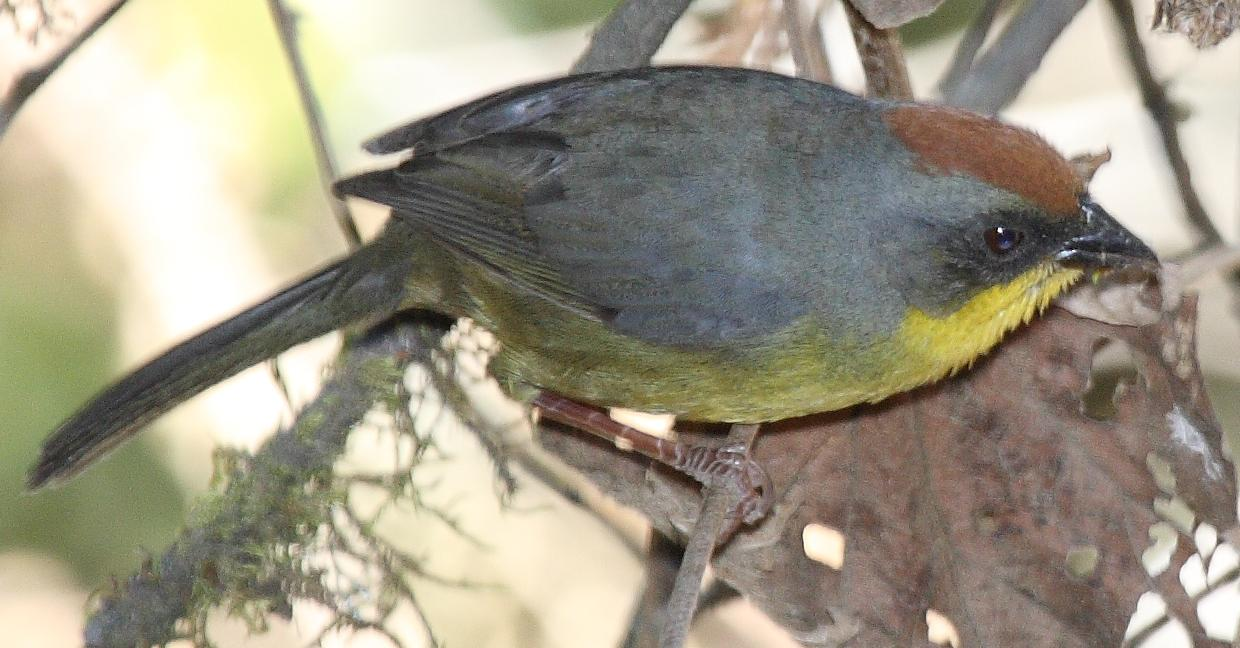
Atlapetes pileatus

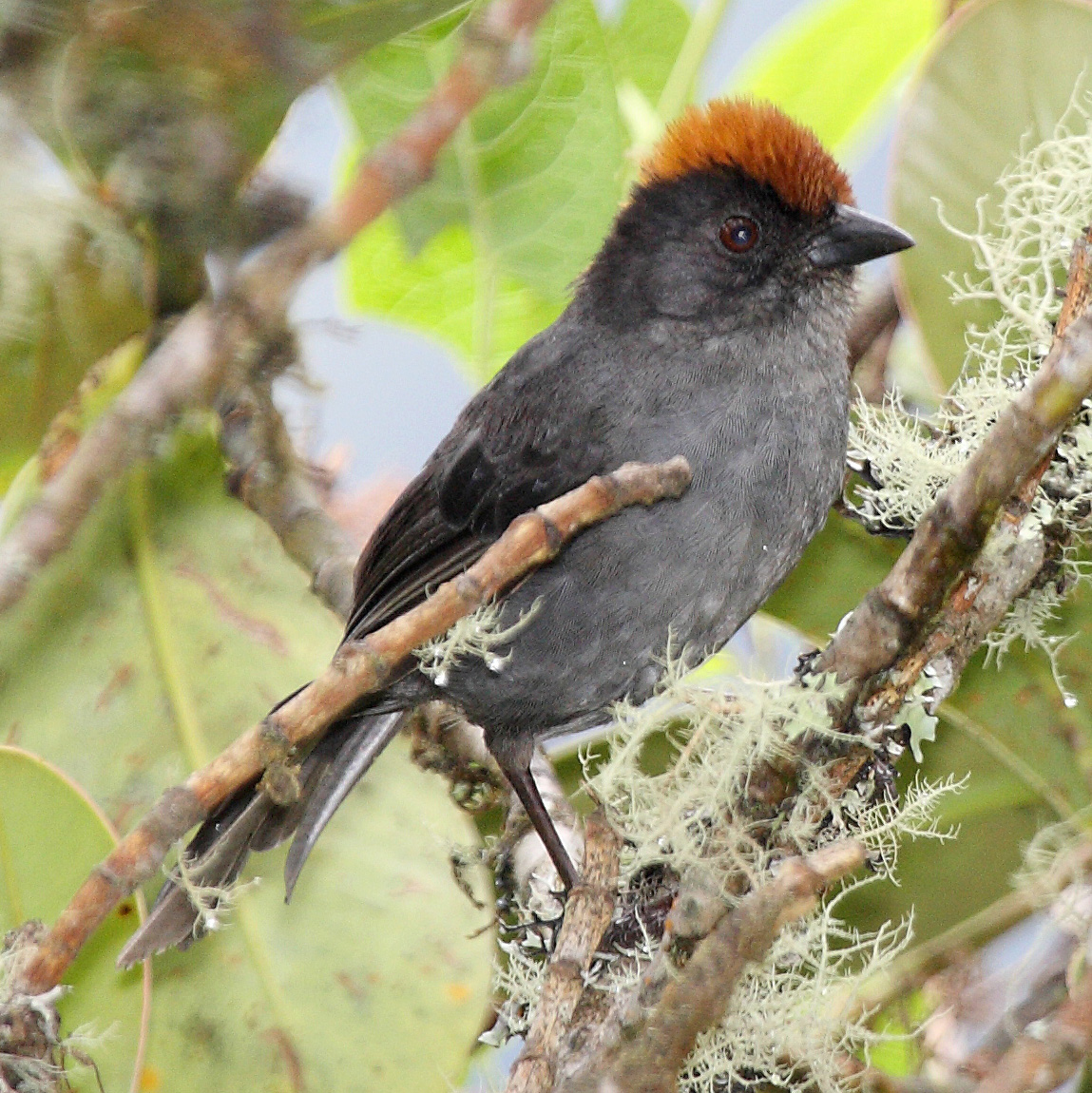
Atlapetes canigenis

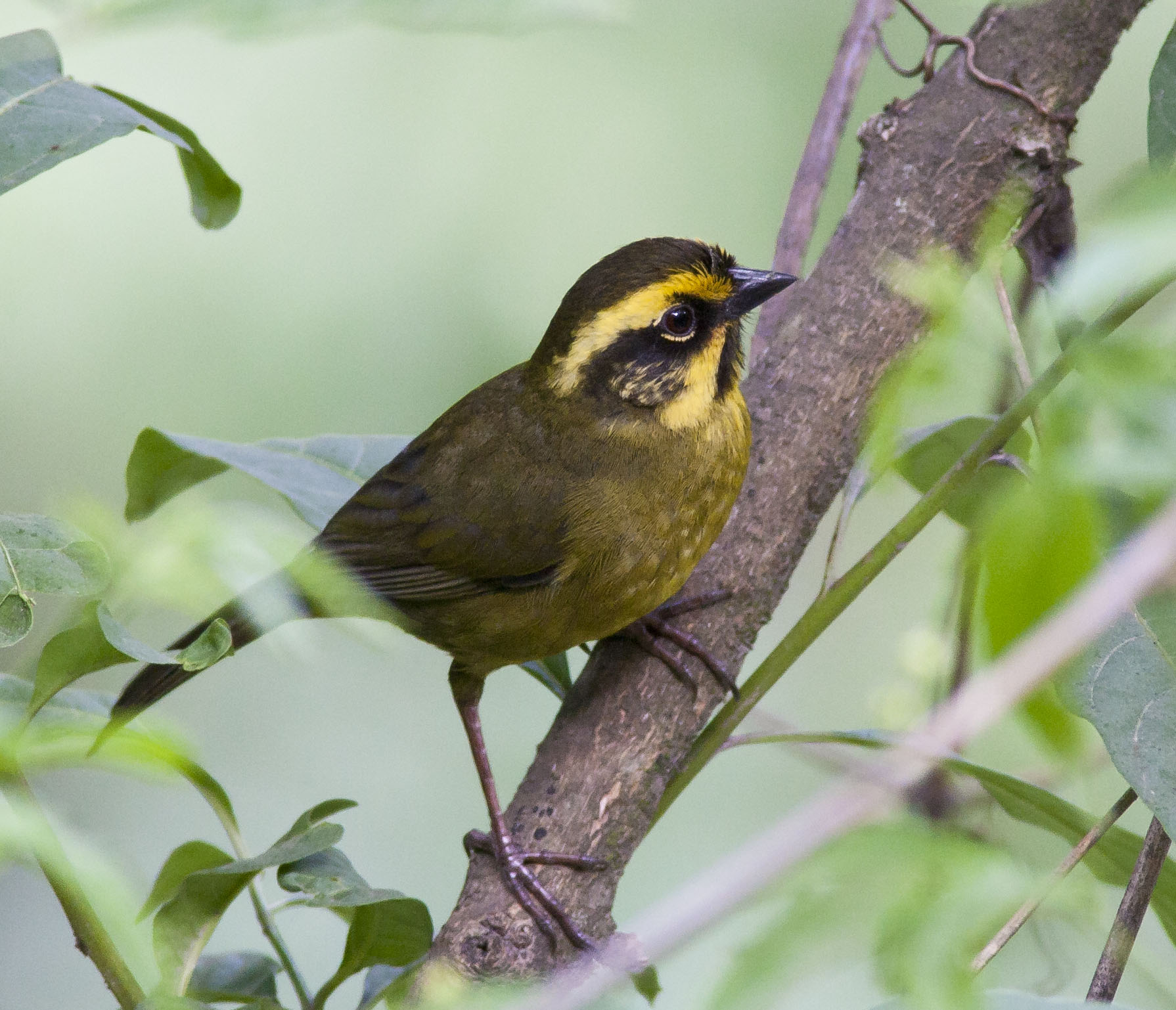
Atlapetes citrinellus

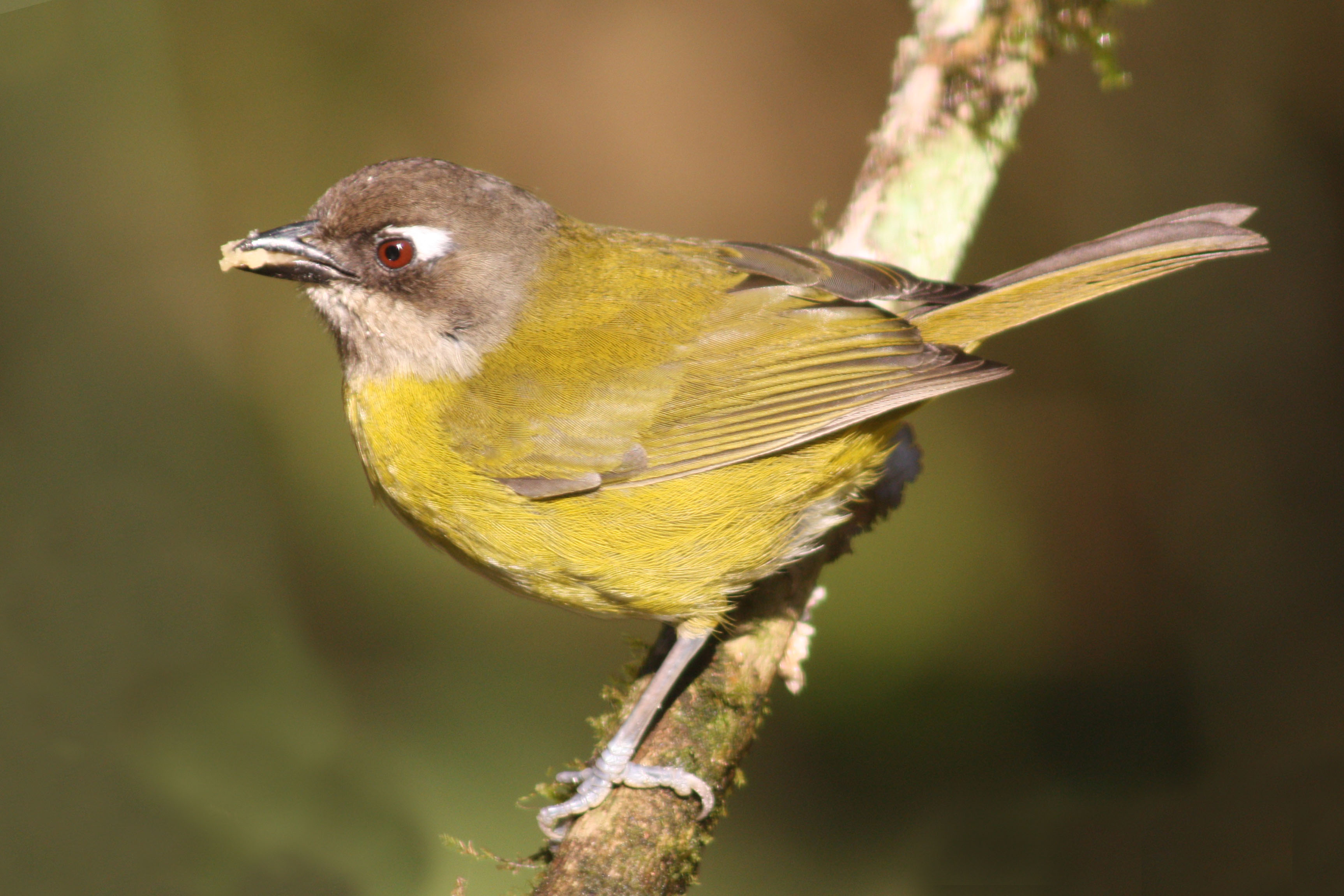
Chlorospingus flavopectus

  - Passerella unalaschcensis (Gmelin, JF, 1789)
  - Passerella schistacea Baird, SF, 1858
  - Passerella megarhyncha Baird, SF, 1858

- Genere Melospiza
  - Melospiza melodia (Wilson, 1810)
  - Melospiza lincolnii (Audubon, 1834)
  - Melospiza georgiana (Latham, 1790)

- Genere Zonotrichia
  - Zonotrichia capensis (Statius Müller, 1776)
  - Zonotrichia querula (Nuttall, 1840)
  - Zonotrichia leucophrys (Forster, 1772)
  - Zonotrichia albicollis (Gmelin, 1789)
  - Zonotrichia atricapilla (Gmelin, 1789)

- Genere Junco Wagler, 1831
  - Junco vulcani (Boucard, 1878)
  - Junco hyemalis (Linnaeus, 1758)
  - Junco insularis Ridgway, 1876
  - Junco phaeonotus Wagler, 1831
  - Junco bairdi	Ridgway, 1883

- Genere Passerculus
  - Passerculus sandwichensis (Gmelin, 1789)

- Genere Ammodramus Swainson, 1827			
  - Ammodramus maritimus (Wilson, 1811)
  - Ammodramus nelsoni Allen, 1875
  - Ammodramus caudacutus (Gmelin, 1788)
  - Ammodramus leconteii (Audubon, 1844)
  - Ammodramus bairdii (Audubon, 1844)
  - Ammodramus henslowii (Audubon, 1829)
  - Ammodramus savannarum (Gmelin, 1789)
  - Ammodramus humeralis (Bosc, 1792)
  - Ammodramus aurifrons (von Spix, 1825)

- Genere Xenospiza Bangs, 1931
  - Xenospiza baileyi Bangs, 1931

- Genere Spizelloides Slager & Klicka, 2014
  - Spizelloides arborea (Wilson, A, 1810)

- Genere Spizella Bonaparte, 1832
  - Spizella passerina (Bechstein, 1798)
  - Spizella pusilla (Wilson, 1810)
  - Spizella wortheni Ridgway, 1884
  - Spizella atrogularis (Cabanis, 1851)
  - Spizella pallida (Swainson, 1832)
  - Spizella breweri Cassin, 1856

- Genere Pooecetes Baird, SF, 1858
  - Pooecetes gramineus (J.F.Gmelin, 1789)

- Genere Chondestes
  - Chondestes grammacus (Say, 1822)

- Genere Amphispiza Coues, 1874	
  - Amphispiza quinquestriata (Sclater & Salvin, 1868)
  - Amphispiza bilineata (Cassin, 1850)

- Genere Artemisiospiza Klicka & Banks, 2011
  - Artemisiospiza belli (Cassin, 1850)
  - Artemisiospiza nevadensis (Ridgway, 1874)

- Genere Rhynchospiza Ridgway, 1898
  - Rhynchospiza stolzmanni (Taczanowski, 1877)
  - Rhynchospiza strigiceps (Gould, 1839)

- Genere Peucaea Audubon, 1839
  - Peucaea ruficauda (Bonaparte, 1853)
  - Peucaea humeralis (Cabanis, 1851)
  - Peucaea mystacalis (Hartlaub, 1852)
  - Peucaea sumichrasti (Lawrence, 1871)
  - Peucaea carpalis Coues, 1873
  - Peucaea cassinii (Woodhouse, 1852)
  - Peucaea aestivalis (Lichtenstein, 1823)
  - Peucaea botterii (Sclater, 1858)

- Genere Aimophila Swainson, 1837
  - Aimophila ruficeps (Cassin, 1852)
  - Aimophila rufescens (Swainson, 1827)
  - Aimophila notosticta (Sclater & Salvin, 1868)

- Genere Torreornis Barbour & Peters, JL, 1927
  - Torreornis inexpectata Barbour & Peters, 1927

- Genere Oriturus (Swainson, 1838)
  - Oriturus superciliosus (Swainson, 1838)

- Genere Pipilo Vieillot, 1816
  - Pipilo chlorurus (Audubon, 1839)
  - Pipilo ocai (Lawrence, 1865)
  - Pipilo maculatus Swainson, 1827
  - Pipilo erythrophthalmus (Linnaeus, 1758)
  - Pipilo naufragus Olson & Wingate, 2012 †

- Genere Melozone Reichenbach, 1850
  - Melozone albicollis (Sclater, 1858)
  - Melozone fusca (Swainson, 1827)
  - Melozone crissalis (Vigors, 1839)
  - Melozone aberti (Baird, 1852)
  - Melozone kieneri (Bonaparte, 1850)
  - Melozone biarcuata (Prévost & Des Murs, 1842)
  - Melozone cabanisi (Sclater & Salvin, 1868)
  - Melozone leucotis Cabanis, 1861

- Genere Arremonops Ridgway, 1896
  - Arremonops rufivirgatus (Lawrence, 1851)
  - Arremonops tocuyensis Todd, 1912
  - Arremonops chloronotus (Salvin, 1861)
  - Arremonops conirostris (Bonaparte, 1850)

- Genere Arremon Vieillot, 1816
  - Arremon taciturnus (Hermann, 1783)
  - Arremon semitorquatus Swainson, 1838
  - Arremon franciscanus Raposo, 1997
  - Arremon flavirostris Swainson, 1838
  - Arremon aurantiirostris Lafresnaye, 1847
  - Arremon schlegeli Bonaparte, 1850
  - Arremon abeillei Lesson, 1844
  - Arremon brunneinucha (Lafresnaye, 1839)
  - Arremon virenticeps (Bonaparte, 1855)
  - Arremon atricapillus (Lawrence, 1874)
  - Arremon costaricensis (Bangs, 1907)
  - Arremon torquatus (d'Orbigny & Lafresnaye, 1837)
  - Arremon basilicus (Bangs, 1898)
  - Arremon perijanus (Phelps & Gilliard, 1940)
  - Arremon assimilis (Boissonneau, 1840)
  - Arremon phaeopleurus (Sclater, 1856)
  - Arremon phygas (Berlepsch, 1912)
  - Arremon crassirostris (Cassin, 1865)
  - Arremon castaneiceps (Sclater, 1860)

- Genere Pezopetes Cabanis, 1861
  - Pezopetes capitalis Cabanis, 1861

- Genere Atlapetes Wagler, 1831
  - Atlapetes pileatus Wagler, 1831
  - Atlapetes albofrenatus (Boissonneau, 1840)
  - Atlapetes meridae (P.L.Sclater & Salvin, 1871)
  - Atlapetes semirufus (Boissonneau, 1840)
  - Atlapetes personatus (Cabanis, 1849)
  - Atlapetes albinucha (Lafresnaye & d'Orbigny, 1838)
  - Atlapetes melanocephalus (Salvin & Godman, 1880)
  - Atlapetes pallidinucha (Boissonneau, 1840)
  - Atlapetes flaviceps Chapman, 1912
  - Atlapetes fuscoolivaceus Chapman, 1914
  - Atlapetes crassus Bangs, 1908
  - Atlapetes tricolor (Taczanowski, 1875)
  - Atlapetes leucopis (Sclater & Salvin, 1878)
  - Atlapetes latinuchus (Du Bus de Gisignies, 1855)
  - Atlapetes nigrifrons Phelps & Gilliard, 1940
  - Atlapetes blancae Donegan, 2007
  - Atlapetes rufigenis (Salvin, 1895)
  - Atlapetes forbesi Morrison, 1947
  - Atlapetes melanopsis Valqui & Fjeldsĺ, 2002
  - Atlapetes schistaceus (Boissonneau, 1840)
  - Atlapetes leucopterus (Jardine, 1856)
  - Atlapetes albiceps (Taczanowski, 1884)
  - Atlapetes pallidiceps (Sharpe, 1900)
  - Atlapetes seebohmi (Taczanowski, 1883)
  - Atlapetes nationi (Sclater, 1881)
  - Atlapetes canigenis Chapman, 1919
  - Atlapetes terborghi Remsen, 1993
  - Atlapetes melanolaemus (Sclater & Salvin, 1879)
  - Atlapetes rufinucha (d'Orbigny & Lafresnaye, 1837)
  - Atlapetes fulviceps (d'Orbigny & Lafresnaye, 1837)
  - Atlapetes citrinellus (Cabanis, 1883)

- Genere Pselliophorus Ridgway, 1898
  - Pselliophorus tibialis (Lawrence, 1864)
  - Pselliophorus luteoviridis Griscom, 1924

- Genere Oreothraupis Sclater, PL, 1856
  - Oreothraupis arremonops (Sclater, 1855)

- Genere Chlorospingus Cabanis, 1851
  - Chlorospingus flavopectus (Lafresnaye, 1840)
  - Chlorospingus tacarcunae Griscom, 1924
  - Chlorospingus inornatus (Nelson, 1912)
  - Chlorospingus semifuscus Sclater & Salvin, 1873
  - Chlorospingus pileatus Salvin, 1865
  - Chlorospingus parvirostris Chapman, 1901
  - Chlorospingus flavigularis (Sclater, 1852)
  - Chlorospingus canigularis (Lafresnaye, 1848)